# Palit Microsystems
Pour les articles homonymes, voir Palit.
Palit Microsystems, Inc. est une société créée en 1988 et basée à Hong Kong. Elle est reconnue pour la construction exclusive de cartes graphiques à base de chipset graphiques NVIDIA et ATI. Ses usines de production sont situées en Chine, ses bureaux en Allemagne et à Taïwan.